# Moranhat
Moranhat is een dorp in het district Charaideo van de Indiase staat Assam. 

## Demografie
Volgens de Indiase volkstelling van 2001 wonen er 5.779 mensen in Moranhat, waarvan 55% mannelijk en 45% vrouwelijk is. De plaats heeft een alfabetiseringsgraad van 78%. 